# 第戎区
第戎区（法語：Arrondissement de Dijon）是法国勃艮第-弗朗什-孔泰大區科多尔省所辖的一个区。总面积3049平方公里，总人口363726，人口密度119人/平方公里（2017年）。主要城镇为第戎。

## 辖区
第戎区辖有224个市镇。